# 정서진
정서진(正西津)은 강원도 강릉에 있는 정동진(正東津)의 대칭 개념으로 서울 광화문을 기준으로, 정서쪽에 있는 지역을 의미하며, 현재는 인천광역시 서구의 경인 아라뱃길 하구 인근에 위치해 있는 것으로 인정되고 있다.

## 개요
정서진이라는 단어는 원래 강화도에 위치한 낙조대에 새로운 별칭으로 등장한다. 그러나 인천광역시는 이후 정서진의 위치를 정할 입장을 밝혔고, 예비 후보지를 강화군 낙조마을과 중구 용유동의 왕산해변으로 잡고 재 확인절차를 밟았다. 그러나 원래 정서진이라는 명칭을 가지고 있던 강화군 쪽과 중구 쪽이 치열하게 대치하면서 상당 기간 지정 절차가 지연되었다. 그러나 서울 광화문에서 일직선으로 본토가 끝나는 지점인 서구 세어도 부근이 정서진으로 선정되어야 한다는 서구측의 주장 이 받아들여지면서 결국 2011년 서구는 경인아라뱃길이 서해와 만나는 지점이라며 정서진 사업의 시작을 선포했다.
한편 충청남도 태안군은 정서진이라는 개념을 대한민국 전체 영토의 서쪽 맨 끝으로 재해석하고, 이미 만리포 지역을 2005년에 정서진으로 지정하였으며, 2008년에는 무한도전을 초청하여 정서진을 홍보한 적이 있다. 이러한 상황에서 인천 서구가 정서진이 자신의 것이라고 주장하자 태안군은 '제1회 만리포 정서진 선포식 및 기념축제'를 개최하여 정서진의 위치가 만리포임을 주장하였다. 한편, 정서진의 노을 이미지를 작품화한 시 중에서는 인천의 정서진을 주제로 삼은 정호승 시인의 시 '정서진'과 하승무 시인의 '정서진 연가', 태안의 정서진을 주제로 한 김미라시인의 '만리포연가'가 대표적으로 꼽히고 있다.
광화문 건축물이나 도로원표의 정서쪽은 경인 아라뱃길 이북이나, 정서진을 기념하는 시설들은 아라뱃길 이남에 위치해있다. 인천광역시 행정체제 개편과 함께 서구 명칭 변경이 추진되면서 문제가 되었다. 인천 서구는 경인 아라뱃길 이남만 정서진이라고 할 수 없다며 아라뱃길 이남 기존 서구의 명칭을 정서진이라 변경할 수 없다고 결론 내렸다. 

## 같이 보기
- 정서진로
- 인천 서구
- 경인 아라뱃길
- 정남진
- 정동진
- 정호승
- 하승무